# روبا (راهبة دوناتية)

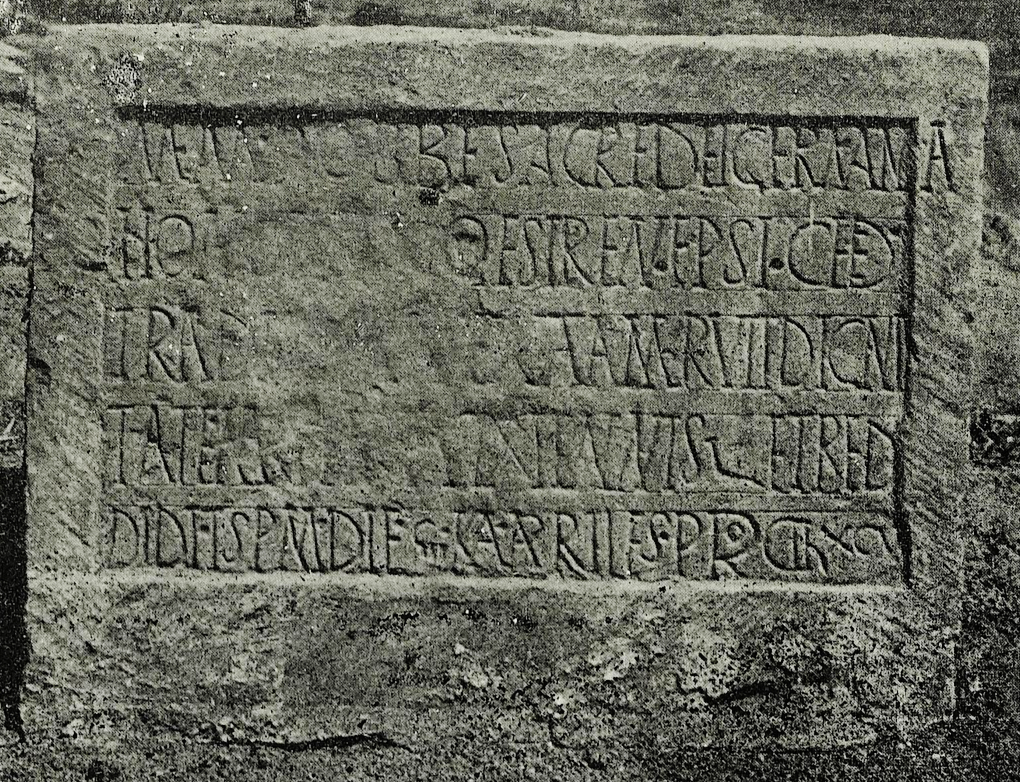
تذكار في ضريح الشهيدة الدوناتية روبا (صورة ملتقطة على الموقع عام 1899.)

الراهبة روبا (أو بوبا) هي راهبة دوناتية أمازيغية، ومقاومة وشهيدة، وأخت هونوراتوس، أسقف أكوا سيرينسيز، ولدت في عام 384 وقتلها التجار الكاثوليك في 434. استحقت نيل شرف وضع ورقة نخلة على قبرها (تقليد مسيحي قديم) بعد استشهادها واقيم لها بازيليك  في Ala Miliara  (اليوم في البنيان، 37 km جنوب شرقي معسكر، في ولاية معسكر في الجزائر )، بين عامي 434 و 439. كانت ربة رمزًا لمناهضة الدوناتيين ضد الاستعمار.
شكل المبنى، الذي تم التنقيب عن آثاره، الجزء الشرقي من السياج المحصن ، وهو معسكر عسكري مهم ( كاسترا ) لموريتانيا القيصرية، وهو أكبر معسكر في إفريقيا بعد معسكر لامبيز. وفقا لموريس لينوار، فإن الكنيسة الدوناتية ستكون إعادة استخدام، أو ترميم، قبل 422، لمبادىء (مقر) المعسكر، التي هجرتها القوات في IV الرابع.
ضريحها ، المستخرج من قبو السيد روزياس، المعلم في تيزي، هو المرثية الوحيدة التي تم العثور عليها لشهداء دوناتست. إنه معروض في متحف اللوفر في باريس. النص على النحو التالي :
« Mem(oria) Robb(a)e, sacr(a)e Dei (ancillae), germana(e) Honor[ati A]qu(a)e Siren(sis) ep(i)s(cop)i, c(a)ede tradi[torum] v(e)xata meruit dignitate(m) martiri(i); vixit annis L et reddidit sp(iritu)m die VIII kal(endas) Apriles, (anno) pro(vinciae) CCCXCV ».
ترجمة حرة : « ذكرى ربة، الخادمة المكرسة لله، أخت هونوراتوس أسقف أكوا سيرينسيس؛ بعد أن استسلمت تحت ضربات التجار، استحقت كرامة الاستشهاد؛ عاشت 50 سنة وتوفيت في الثامن رزنامة أبريل سنة 395 للمحافظة (25 مارس 434) »

## المذكرات و المراجع
1. ↑  Aquae Sirenses[وصلة مكسورة]
2. 1 2  L'Afrique romaine: De l'Atlantique à la Tripolitaine (69-439 ap. J.-C.). Par Antonio Ibba,Giusto Traina, p166 نسخة محفوظة 2022-09-30 على موقع واي باك مشين.
3. ↑  « Traditeur : Chrétien qui, lors des persécutions de ديوكلتيانوس, avait livré les livres saints et les vases sacrés aux païens pour échapper au martyre et à la mort »TLFi نسخة محفوظة 2016-03-04 على موقع واي باك مشين.
4. ↑  شارل أندري جوليان, Histoire de l'Afrique du Nord, Payot, 1972, p.236
5. 1 2  Léon Renier, Édouard Tournier, Louis Havet, Charles Henri Graux, Charles Thurot, Othon Riemann, Louis Duvau, Emile Chatelain, Bernard Haussoullier, Pierre Jouguet, Alfred Ernout (1909). Revue de philologie, de littérature et d'histoire anciennes. Éditions Klincksieck. ج. قالب:32e. ص. 157.{{استشهاد بكتاب}}:  صيانة الاستشهاد: أسماء متعددة: قائمة المؤلفين (link)
6. ↑  "Culte donatiste - Un passé méconnu en Algérie". Babzman (بfr-FR). 11 Aug 2018. Archived from the original on 2021-06-14. Retrieved 2020-10-15.{{استشهاد ويب}}:  صيانة الاستشهاد: لغة غير مدعومة (link)
7. ↑  Maurice Lenoir, Une martyre près des principia; à propos du camp et de la basilique d'Ala Miliaria., Mélanges de l'école française de Rome, Antiquité T.98, N°2, 1986, pp. 643-664
8. ↑  Lettre du 3 mai 1899, de Stéphane Gsell à l'Académie des inscriptions et belles lettres, Comptes-rendus des séances de l'Académie des
Inscriptions et Belles-Lettres, قالب:43e, N. 3, 1899. p. 277 ; lire en ligne. نسخة محفوظة 2022-10-05 على موقع واي باك مشين.

## فهرس
- Stéphane Gsell، Excavations of Benian (Alamiliaria) ، Historical Association for the Study of North Africa، Paris 1899، 50 p .؛ نص على الإنترنت .
- موريس لينوار ، شهيد بالقرب من كتاب الأصول ؛ حول معسكر وكاتدرائية Ala Miliaria ، خليط من المدرسة الفرنسية في روما. العصور القديمة ، سنة 1986 ، المجلد 98 ، العدد 98-2 ، ص. 643-664

```
؛ 
نص على الإنترنت
.
```